# Каттанео-Ладзари, Оберто
Оберто Каттанео-Ладзари (итал. Oberto Cattaneo Lazzari; Генуя, 1473 — Генуя, 1533) — дож Генуэзской республики, первый избираемый на два года, а не пожизненно. Был избран после восстановления независимости Генуи Андреа Дориа.

## Биография
Знатная семья Ладзари происходила из Болоньи и, породнившись с генуэзским родом Альберго, приняла именование Каттанео-Ладзари. В 1528 году, по протекции Андреа Дориа, Оберто был избран дожем Генуи, 46-м в её истории, и первым с двухлетним мандатом. Считается, что Дориа предпочел кандидатуру Оберто, так как у того "не было стремления к власти", которое подпитывало вражду между генуэзскими семьями в предыдущие столетия.
Избранный 11 октября 1528 года Оберто сделал все от него зависящее для развития порта Генуи, а также лично занимался назначением капитанов кораблей генуэзского флота. Исторические источники того времени засвидетельствовали большую торжественность, с которой Филиппино Дориа получил чин адмирала 24 апреля 1529 года, с дарованием ему древнего знамени Святого Георгия после торжественной мессы в соборе Святого Лаврентия.
Исторические хроники также свидетельствуют о теплый прием, оказанном дожем Ладзари и Сенатом республики 12 августа того же года императору Карлу V Габсбургу. Император, проезжавший через Геную в Болонью на встречу с папой Климентом VII, был размещён во Дворце дожей и торжественно встречен населением города. Во время своего правления Ладзари также укрепил городские стены, повреждённые в недавних войнах против французского господства, и построили две новые крепости рядом с Генуей, в долине Польчевера.
12 октября 1530 года истек срок действия мандата Ладзари, но по просьбе Коллегии Двенадцати он продолжил работу до избрания преемника, которым стал 4 января следующего года Баттиста Спинола. Оберто Ладзари умер в Генуе 10 декабря 1533 года и был похоронен в церкви Сан-Доменико.